# David Anthony Higgins
David Anthony Higgins (ur. 9 grudnia 1961 w Des Moines) – amerykański aktor komediowy, występował w roli Craiga Feldspara w sitcomie Zwariowany świat Malcolma (Malcolm in the Middle) oraz Harry’ego, członka Anonimowych Jedzenioholików i adoratora Victorii w serialu telewizji CBS Mike i Molly (Mike & Molly).

## Filmografia

### Seriale telewizyjne
- 1994-1998: Ellen jako Joe Farrell
- 1996-2000: Malcolm & Eddie  jako Bill Fontaine (gościnnie)
- 1996-2000: Kameleon (The Pretender) jako porywacz (gościnnie)
- 2000-2006: Wojacy na medal (The Army Show) jako Dave Hopkins
- 1999-2005: Potyczki Amy (Judging Amy) jako Bob Redlich (gościnnie)
- 2000-2006: Zwariowany świat Malcolma (Malcolm in the Middle) jako Craig Feldspar
- 2001-2005: On, ona i dzieciaki (My Wife and Kids) jako Alexander Burns (gościnnie)
- 2007-2014: Californication jako John (gościnnie)
- 2008: Outsorced jako Ronny
- 2009: In the Motherhood  jako lodziarz (gościnnie)
- 2009-2013: Big Time Rush jako Bitters
- 2010: Mike i Molly (Mike & Molly) jako Harry
- 2011: Ostatni prawdziwy mężczyzna (Last Man Standing) jako Bill Calhoun (gościnnie)
- 2011: American Horror Story jako Stan (gościnnie)